# Cupa Regiunilor UEFA
UEFA Regions' Cup este o competiție cu echipe regionale a confederației UEFA. A fost fondată în anul 1999. În prezent, formatul competiției este:
- Runda preliminară: 2 grupe, una cu 4 echipe din estul Europei și una cu 4 echipe din vest. Se califică 4 echipe.

- Runda intermediară: 8 grupe cu câte 4 echipe. Se califică 8 echipe.

- Turneul final: 2 grupe cu câte 4 echipe. Se califică echipele ce au ocupat locul 1.

- Finala: cele 2 echipe care au ocupat locul 1 în grupele turneului final se întâlnesc în finală.

## Istorie
- 1999  Veneto Amateur
- 2000-2001  Central Moravia Amateur
- 2002-2003  C. R. Piemonte Valle d'Aosta
- 2004-2005  Basque Country
- 2006-2007  Donoslaski ZPN
- 2008-2009  Castilla y León AMA